# ブルース・シンガー
『ブルース・シンガー』（Blues Singer）は、アメリカ合衆国のブルース・ミュージシャン、バディ・ガイが2003年に発表したスタジオ・アルバム。

## 背景
マディ・ウォーターズのアコースティック・アルバム『Folk Singer』に敬意を表して制作された。「クローリング・キングスネーク」にはB.B.キングとエリック・クラプトンがゲスト参加して、クラプトンは更に「ルーシー・メイ・ブルース」でもギターを弾いている。前作『スウィート・ティー』（2001年）に引き続き、カウンティング・クロウズ等の作品を手がけたデニス・ヘリングがプロデューサーに起用された。
日本盤CD (BVCM-31163)は、ガイの2005年6月の日本公演に合わせて、同年5月25日に発売された。

## 反響・評価
アメリカの総合アルバム・チャートBillboard 200では、2003年6月21日に188位を記録したが、翌週にはトップ200圏外に落ちた。また、『ビルボード』のブルース・アルバム・チャートでは3位に達し、トップ・ヒートシーカーズでは12位に達した。
第46回グラミー賞では最優秀トラディショナル・ブルース・アルバム賞を受賞した。Stephen Thomas Erlewineはオールミュージックにおいて5点満点中2点を付け「2001年の『スウィート・ティー』は意外なほど生々しいエナジーに満ちていたが、2003年の『ブルース・シンガー』は、前作の力強く生々しいエレクトリック・ブルースとは対照的に、アコースティック色を前面に出した」「過去にジュニア・ウェルズと共に優れたアコースティック・セッションを残したとはいえ、アコースティック・ブルースはガイの十八番とは言えない」と評している。

## 収録曲
1. ハード・タイム・キリング・フロア - "Hard Time Killing Floor" (Nehemiah "Skip" James) - 2:48
2. クローリング・キングスネーク - "Crawling Kingsnake" (John Lee Hooker, Bernard Bosman) - 5:17
3. ルーシー・メイ・ブルース - "Lucy Mae Blues" (Frankie Lee Sims) - 3:33
4. キャント・シー・ベイビー - "Can't See Baby" (Jack Nelson Owens) - 4:04
5. アイ・ラヴ・ザ・ライフ・アイ・リヴ - "I Love the Life I Live" (Willie Dixon) - 2:47
6. ルイーズ・マギー - "Louise McGhee" (Son House) - 5:24
7. モーニン・アンド・グローニン - "Moanin' and Groanin'" (Johnny Shines) - 3:30
8. ブラック・キャット・ブルース - "Black Cat Blues" (J. L. Hooker, B. Bosman) - 4:29
9. バッド・ライフ・ブルース - "Bad Life Blues" (Andrew Hogg, Joe Josea) - 3:45
10. サリー・メイ - "Sally Mae" (J. L. Hooker) - 4:27
11. アンナ・リー - "Anna Lee" (Robert "Nighthawk" McCullom) - 4:14
12. ロンサム・ホーム・ブルース - "Lonesome Home Blues" (Willie Borum) - 5:00

## 参加ミュージシャン
- バディ・ガイ - ボーカル、アコースティック・ギター
- ジンボ・マサス - ギター(on #1, #2, #3, #4, #6, #7, #8, #9, #11, #12)
- B.B.キング - リードギター(on #2)
- エリック・クラプトン - リードギター(on #2, #3)
- トニー・ガルニエ - アップライト・ベース(on #2, #3, #5, #7, #9, #11)
- ジム・ケルトナー - ドラムス(on #2, #3, #5, #7, #9, #11)
- The Perrys - 手拍子(on #2, #5)、フィンガースナップ(#5)